# 2 Dywizja Strzelców Ardeńskich
2 Dywizja Strzelców Ardeńskich – dywizja piechoty armii belgijskiej okresu II wojny światowej.
Dywizja ta brała udział w obronie Belgii przed siłami niemieckimi wiosną 1940.

## Skład
- 3 pułki piechoty po 3 bataliony i bateria artylerii, batalion po 3 kompanie piechoty
- batalion kawalerii zmotoryzowanej z 3 kompaniami i baterią artylerii
- kompania saperów
- bateria przeciwpancerna

## Biblioteka
- Encyklopedia II wojny światowej, Warszawa.